# Удальное
Удальное (Николайталь (нем. Nikolaital), также Николайдар, № 35) — поселок в Табунском районе Алтайском крае, в составе Табунского сельсовета. Основано в 1909 году.
Население — 215 (2013)

## История
Основано в 1909 году (по другим данным в 1908 году) переселенцами из Причерноморья и Поволжья. До 1917 — в составе Славгородской волости Барнаульского уезда Томской губернии. Лютеранский приход Томск-Барнаул/ В 1909 году в селе проживало примерно 300 человек, из них русских было всего 2 или 3 человека. Среди немцев раньше были и меннониты, и баптисты, и лютеране, и католики. В настоящее время существуют только лютеранская и баптистская общины.
В 2023 году Удальное неофициально самопровозгласило статус посёлка.   

## Физико-географическая характеристика
Село расположено в центральной части Табунского района, в Кулундинской степи, являющейся частью Западно-Сибирской равнины, в 12 км к западу от озера Кулундинское, на высоте 123 метра над уровнем моря. Рельеф местности — равнинный, село окружено полями. Распространены каштановые почвы.
По автомобильным дорогам расстояние до районного центра села Табуны — 9 км, до краевого центра города Барнаула — 420 км, до ближайшего города Славгород — 33 км.
Климат
Климат умеренный континентальный (согласно классификации климатов Кёппена-Гейгера — тип Dfb). Среднегодовая температура положительная и составляет +2,0° С, средняя температура самого холодного месяца января − 17,2 °C, самого жаркого месяца июля + 20,6° С. Многолетняя норма осадков — 294 мм, наибольшее количество осадков выпадает в июле — 52 мм, наименьшее в марте — 12 мм

## Население
| 1926 | 1980 | 1987 | 1997 | 1998 | 1999 | 2000 | 2001 | 2002 | 2003 |
| ---- | ---- | ---- | ---- | ---- | ---- | ---- | ---- | ---- | ---- |
| 284  | ↘195 | ↗231 | ↘214 | ↗246 | ↗253 | ↘233 | ↗242 | ↗252 | ↘239 |
| 2004 | 2005 | 2006 | 2007 | 2008 | 2009 | 2010 | 2011 | 2012 | 2013 |
| ↗247 | ↘241 | ↘240 | →240 | ↘232 | →232 | ↘211 | ↘209 | →209 | ↗215 |